# ونگروفکا
ونگروفکا (انگلیسی: Vengerovka) یک شهرک در بخش راکیتیانسکی استان بلگورود کشور روسیه است.